# Йоган Ґретер
Йоган Ґретер (нід. Johan Greter, 25 жовтня 1900 — 29 січня 1975) — нідерландський вершник.
Срібний призер Олімпійських Ігор 1936 року в командному конкурі.